# Souper Ligka Ellada 2 2023-2024
La Souper Ligka Ellada 2 2023-2024 è stata la 5ª edizione della seconda serie del campionato greco di calcio.
Come nella passata edizione le squadre sono state divise in due gruppi, il Gruppo A, a nord, e il Gruppo B, a sud. Rispetto alla stagione precedente, le squadre sono 6 in meno, e dunque 24 anziché 30, divise nei due gruppi che sono dunque composti da 12 squadre ciascuno.

## Gruppo A

### Squadre partecipanti
| Squadra             | Città              | Stadio                       |
| ------------------- | ------------------ | ---------------------------- |
| AEK Atene B         | Atene              | Spata Training Centre        |
| Almopos Aridea      | Aridaia            | Stadio comunale di Aridaia   |
| Anagennīsī Karditsa | Karditsa           | Stadio comunale di Karditsa  |
| Apollōn Pontou      | Polykastro-Paionia | Apollon Ground               |
| Eolikos             | Mitilene           | Stadio comunale di Mitilene  |
| Īraklīs             | Salonicco          | Stadio Kaftanzoglio          |
| Kampaniakos         | Chalastra          | Stadio comunale di Chalastra |
| Kozanī              | Kozani             | Stadio comunale di Kozani    |
| Larissa             | Larissa            | AEL FC Arena                 |
| Levadeiakos         | Livadeia           | Stadio municipale Livadeia   |
| Makedonikos         | Salonicco          | Stadio Makedonikos           |
| Nikī Volo           | Volo               | Stadio Panthessaliko         |
| PAOK B              | Salonicco          | Stadio Makedonikos           |

### Classifica
|  | Pos. | Squadra             | Pt | G  | V  | N  | P  | GF | GS | DR  |
|  | ---- | ------------------- | -- | -- | -- | -- | -- | -- | -- | --- |
|  | 1.   | Levadeiakos         | 55 | 22 | 17 | 4  | 1  | 36 | 9  | +27 |
|  | 2.   | Larissa             | 49 | 22 | 14 | 7  | 1  | 32 | 12 | +20 |
|  | 3.   | Nikī Volo           | 32 | 22 | 10 | 2  | 10 | 33 | 24 | +9  |
|  | 4.   | AEK Atene B         | 32 | 22 | 8  | 8  | 6  | 23 | 17 | +6  |
|  | 5.   | Makedonikos         | 31 | 22 | 7  | 10 | 5  | 25 | 24 | +1  |
|  | 6.   | PAOK B              | 30 | 22 | 9  | 3  | 10 | 31 | 27 | +4  |
|  | 7.   | Īraklīs             | 29 | 22 | 7  | 8  | 7  | 24 | 19 | +5  |
|  | 8.   | Anagennīsī Karditsa | 29 | 22 | 8  | 5  | 9  | 22 | 24 | -2  |
|  | 9.   | Kozanī              | 24 | 22 | 6  | 6  | 10 | 11 | 18 | -7  |
|  | 10.  | Kampaniakos         | 23 | 22 | 7  | 2  | 13 | 17 | 31 | -14 |
|  | 11.  | Eolikos             | 19 | 22 | 4  | 7  | 11 | 21 | 36 | -15 |
|  | 12.  | Apollōn Pontou      | 11 | 22 | 3  | 2  | 17 | 12 | 45 | -33 |

Legenda:

      Ammesse alla Poule scudetto
      Ammesse alla Poule retrocessione
      Retrocesse nella Gamma Ethniki 2024-2025
Note:
Tre punti a vittoria, uno a pareggio, zero a sconfitta.
La classifica viene stilata secondo i seguenti criteri:
- Punti conquistati
- Differenza reti generale
- Reti totali realizzate

### Risultati
Ogni riga indica i risultati casalinghi della squadra segnata a inizio della riga, contro le squadre segnate colonna per colonna (che invece avranno giocato l'incontro in trasferta). Al contrario, leggendo la colonna di una squadra si avranno i risultati ottenuti dalla stessa in trasferta, contro le squadre segnate in ogni riga, che invece avranno giocato l'incontro in casa.
|                     | AEK  | ANA  | APO  | EOL  | IRA  | KAM  | KOZ  | LAR  | LEV  | MAK  | NIK  | PAO  |
| ------------------- | ---- | ---- | ---- | ---- | ---- | ---- | ---- | ---- | ---- | ---- | ---- | ---- |
| AEK Atene B         | –––– | 0-0  | 4-0  | 2-1  | 0-0  | 1-0  | 1-0  | 3-0  | 0-1  | 0-0  | 0-3  | 1-0  |
| Anagennisi Karditsa | 2-1  | –––– | 4-1  | 3-1  | 2-1  | 0-1  | 1-1  | 0-2  | 2-0  | 0-1  | 2-0  | 0-3  |
| Apollon Pontou      | 2-2  | 2-1  | –––– | 0-1  | 0-1  | 2-0  | 0-0  | 1-3  | 0-1  | 0-3  | 1-3  | 0-1  |
| Eolikos             | 0-2  | 1-1  | 3-1  | –––– | 1-1  | 4-2  | 0-0  | 1-1  | 0-3  | 1-3  | 0-2  | 2-2  |
| Iraklis             | 1-0  | 1-1  | 0-1  | 3-0  | –––– | 2-2  | 1-1  | 1-1  | 0-1  | 5-1  | 1-0  | 2-0  |
| Kampaniakos         | 1-1  | 0-1  | 1-0  | 1-0  | 1-3  | –––– | 0-1  | 0-2  | 0-2  | 1-2  | 0-2  | 2-0  |
| Kozani              | 0-1  | 1-0  | 1-0  | 1-2  | 1-0  | 0-1  | –––– | 0-2  | 0-0  | 2-0  | 0-3  | 0-1  |
| Larissa             | 1-1  | 1-0  | 3-0  | 2-0  | 1-0  | 2-1  | 2-0  | –––– | 0-0  | 1-1  | 1-0  | 2-0  |
| Levadiakos          | 2-1  | 3-0  | 1-0  | 2-0  | 2-0  | 3-0  | 1-0  | 1-1  | –––– | 2-1  | 2-0  | 3-1  |
| Makedonikos         | 1-1  | 0-0  | 3-1  | 1-1  | 0-0  | 0-1  | 1-1  | 0-0  | 2-2  | –––– | 0-0  | 3-2  |
| Niki Volos          | 1-1  | 1-2  | 5-0  | 3-1  | 3-1  | 2-0  | 0-1  | 1-2  | 0-1  | 1-2  | –––– | 3-2  |
| PAOK B              | 1-0  | 2-0  | 4-0  | 0-0  | 1-1  | 2-3  | 1-0  | 1-2  | 1-3  | 2-0  | 4-0  | –––– |

### Poule promozione
Le 5 squadre migliori classificate nella stagione regolare si incontrano due volte per un totale di 10 partite per squadra. Le squadre cominciano la Poule promozione con la metà dei punti ottenuti nella stagione regolare.

### Classifica finale
|  | Pos. | Squadra     | Pt | G | V | N | P | GF | GS | DR  |
|  | ---- | ----------- | -- | - | - | - | - | -- | -- | --- |
|  | 1.   | Levadeiakos | 47 | 8 | 6 | 1 | 1 | 53 | 14 | +39 |
|  | 2.   | Larissa     | 35 | 8 | 2 | 4 | 2 | 48 | 26 | +22 |
|  | 3.   | Makedonikos | 25 | 8 | 2 | 3 | 3 | 38 | 39 | -1  |
|  | 4.   | Nikī Volo   | 25 | 8 | 2 | 3 | 3 | 41 | 35 | +6  |
|  | 5.   | AEK Atene B | 22 | 8 | 1 | 3 | 4 | 32 | 35 | -3  |

Legenda:

      Promosso in Souper League 2024-2025
Regolamento:

Tre punti per la vittoria, uno per il pareggio, zero per la sconfitta.

### Poule retrocessione
Le ultime sei squadre classificate nella stagione regolare, fatta eccezione per l'ultima retrocessa direttamente, si incontrano una volta sola per un totale di 5 partite per squadra. Le squadre cominciano la Poule retrocessione con la metà dei punti ottenuti nella stagione regolare. Le ultime tre retrocedono in Gamma Ethniki.

### Classifica finale
|  | Pos. | Squadra             | Pt | G  | V | N | P | GF | GS | DR  |
|  | ---- | ------------------- | -- | -- | - | - | - | -- | -- | --- |
|  | 6.   | PAOK B              | 34 | 10 | 6 | 1 | 3 | 52 | 43 | +9  |
|  | 7.   | Īraklīs             | 30 | 10 | 3 | 6 | 1 | 34 | 27 | +7  |
|  | 8.   | Kampaniakos         | 29 | 10 | 5 | 2 | 3 | 29 | 40 | -11 |
|  | 9.   | Kozanī              | 26 | 10 | 3 | 5 | 2 | 26 | 30 | -4  |
|  | 10.  | Anagennīsī Karditsa | 25 | 10 | 2 | 4 | 4 | 27 | 34 | -7  |
|  | 11.  | Eolikos             | 15 | 10 | 1 | 2 | 7 | 28 | 51 | -23 |

Legenda:
      Retrocesse in Gamma Ethniki 2024-2025
Regolamento:
Tre punti a vittoria, uno a pareggio, zero a sconfitta.

## Gruppo B

### Squadre partecipanti
| Squadra          | Città       | Stadio                           |
| ---------------- | ----------- | -------------------------------- |
| Athens Kallithea | Kallithea   | Grigoris Lambrakis Stadium       |
| PAE Chania       | La Canea    | Stadio comunale di Perivolia     |
| Diagoras         | Rodi        | Stadion Diagoras                 |
| Egaleo           | Egaleo      | Stavros Mavrothalassitis Stadium |
| Giouchtas        | Archanes    | Stadio comunale di Archanes      |
| Iōnikos          | Nikaia      | Stadio Neapoli                   |
| Īlioupolī        | Ilioupoli   | Stadio comunale di Ilioupuli     |
| Kalamata         | Kalamata    | Stadio comunale di Kalamata      |
| Olympiacos B     | Pireo       | Rentis Training Centre           |
| Panachaïkī       | Patrasso    | Kostas Davourlis Stadium         |
| Panathīnaïkos B  | Aspropyrgos | Stadio comunale di Aspropyrgos   |
| Tīlykratīs       | Leucade     | Stadio comunale di Leucade       |

### Classifica
|  | Pos. | Squadra            | Pt | G  | V  | N | P  | GF | GS | DR  |
|  | ---- | ------------------ | -- | -- | -- | - | -- | -- | -- | --- |
|  | 1.   | Athens Kallithea   | 47 | 22 | 14 | 5 | 3  | 30 | 14 | +16 |
|  | 2.   | PAE Chania         | 44 | 22 | 13 | 5 | 4  | 39 | 14 | +25 |
|  | 3.   | Kalamata           | 36 | 22 | 10 | 6 | 6  | 27 | 15 | +12 |
|  | 4.   | Iōnikos            | 36 | 22 | 10 | 6 | 6  | 34 | 23 | +11 |
|  | 5.   | Īlioupolī          | 35 | 22 | 11 | 2 | 9  | 20 | 23 | -3  |
|  | 6.   | Diagoras           | 27 | 22 | 8  | 3 | 11 | 21 | 30 | -9  |
|  | 7.   | Egaleo             | 25 | 22 | 7  | 4 | 11 | 15 | 25 | -10 |
|  | 8.   | Olympiacos B (-10) | 23 | 22 | 8  | 9 | 5  | 31 | 21 | +10 |
|  | 9.   | Giouchtas          | 22 | 22 | 5  | 7 | 10 | 21 | 29 | -8  |
|  | 10.  | Panachaïkī         | 21 | 22 | 4  | 9 | 9  | 24 | 32 | -8  |
|  | 11.  | Panathīnaïkos B    | 21 | 22 | 6  | 3 | 13 | 19 | 36 | -17 |
|  | 12.  | Tīlykratīs         | 18 | 22 | 5  | 3 | 14 | 17 | 33 | -16 |

Legenda:

      Ammesse alla Poule scudetto
      Ammesse alla Poule retrocessione
      Retrocesse nella Gamma Ethniki 2024-2025
Note:
Tre punti a vittoria, uno a pareggio, zero a sconfitta.
La classifica viene stilata secondo i seguenti criteri:
- Punti conquistati
- Differenza reti generale
- Reti totali realizzate

### Risultati
Ogni riga indica i risultati casalinghi della squadra segnata a inizio della riga, contro le squadre segnate colonna per colonna (che invece avranno giocato l'incontro in trasferta). Al contrario, leggendo la colonna di una squadra si avranno i risultati ottenuti dalla stessa in trasferta, contro le squadre segnate in ogni riga, che invece avranno giocato l'incontro in casa.
|                  | ATH  | CHA  | DIA  | EGA  | GIO  | ION  | ILI  | KAL  | OLY  | PAN  | PAA  | TIL  |
| ---------------- | ---- | ---- | ---- | ---- | ---- | ---- | ---- | ---- | ---- | ---- | ---- | ---- |
| Athens Kallithea | –––– | 0-1  | 1-1  | 1-0  | 1-0  | 2-1  | 2-1  | 1-0  | 3-2  | 0-0  | 3-0  | 3-0  |
| PAE Chania       | 0-0  | –––– | 4-0  | 2-0  | 4-1  | 1-1  | 3-1  | 1-1  | 2-0  | 4-1  | 2-0  | 3-0  |
| Diagoras         | 2-1  | 3-1  | –––– | 2-1  | 2-0  | 2-1  | 0-1  | 1-0  | 0-2  | 1-2  | 1-0  | 0-2  |
| Egaleo           | 1-1  | 0-0  | 4-1  | –––– | 1-0  | 1-2  | 1-0  | 0-3  | 0-0  | 1-0  | 2-1  | 1-0  |
| Giouchtas        | 1-2  | 0-0  | 2-0  | 2-0  | –––– | 2-2  | 0-1  | 1-1  | 2-2  | 2-1  | 2-0  | 1-0  |
| Ionikos          | 0-1  | 0-3  | 1-0  | 5-1  | 0-0  | –––– | 4-1  | 3-2  | 1-0  | 3-1  | 2-0  | 1-0  |
| Ilioupoli        | 1-2  | 1-0  | 1-0  | 2-0  | 0-0  | 0-3  | –––– | 1-0  | 0-1  | 1-0  | 1-3  | 1-0  |
| Kalamata         | 1-0  | 0-2  | 1-2  | 1-0  | 3-1  | 0-0  | 2-0  | –––– | 1-0  | 1-0  | 0-0  | 3-0  |
| Olympiakos B     | 1-2  | 3-0  | 1-0  | 0-0  | 3-1  | 1-1  | 0-0  | 0-0  | –––– | 2-2  | 3-1  | 4-1  |
| Panachaiki       | 1-1  | 2-1  | 1-1  | 0-1  | 3-1  | 1-1  | 1-2  | 1-1  | 1-1  | –––– | 0-2  | 2-1  |
| Panathinaikos B  | 0-1  | 0-2  | 2-2  | 1-0  | 2-1  | 1-0  | 0-2  | 1-4  | 1-3  | 2-2  | –––– | 2-1  |
| Tilikratis       | 0-3  | 0-3  | 1-0  | 1-0  | 0-0  | 3-2  | 1-2  | 0-2  | 2-2  | 2-2  | 2-0  | –––– |

### Poule promozione
Le 5 squadre migliori classificate nella stagione regolare si incontrano due volte per un totale di 8 partite per squadra. Le squadre cominciano la Poule promozione con la metà dei punti ottenuti nella stagione regolare.

### Classifica finale
|  | Pos. | Squadra          | Pt | G | V | N | P | GF | GS | DR  |
|  | ---- | ---------------- | -- | - | - | - | - | -- | -- | --- |
|  | 1.   | Athens Kallithea | 41 | 8 | 5 | 2 | 1 | 18 | 5  | +13 |
|  | 2.   | PAE Chania       | 35 | 8 | 4 | 1 | 3 | 19 | 14 | +5  |
|  | 3.   | Iōnikos          | 29 | 8 | 2 | 5 | 1 | 9  | 6  | +3  |
|  | 4.   | Īlioupolī        | 29 | 8 | 3 | 2 | 3 | 11 | 19 | -8  |
|  | 5.   | Kalamata         | 20 | 8 | 0 | 2 | 6 | 2  | 15 | -13 |

Legenda:

      Promosso in Souper League 2024-2025
Regolamento:

Tre punti per la vittoria, uno per il pareggio, zero per la sconfitta.

### Poule retrocessione
Le ultime sei squadre classificate nella stagione regolare, fatta eccezione per l'ultima retrocessa direttamente, si incontrano una volta sola per un totale di 5 partite per squadra. Le squadre cominciano la Poule retrocessione con la metà dei punti ottenuti nella stagione regolare. Le ultime tre retrocedono in Gamma Ethniki.

### Classifica finale
|  | Pos. | Squadra         | Pt | G  | V | N | P | GF | GS | DR |
|  | ---- | --------------- | -- | -- | - | - | - | -- | -- | -- |
|  | 6.   | Egaleo          | 30 | 10 | 4 | 5 | 1 | 10 | 5  | +5 |
|  | 7.   | Panachaïkī      | 30 | 10 | 6 | 1 | 3 | 11 | 10 | +1 |
|  | 8.   | Diagoras        | 29 | 10 | 3 | 6 | 1 | 8  | 6  | +2 |
|  | 9.   | Olympiacos B    | 23 | 10 | 3 | 2 | 5 | 17 | 13 | +4 |
|  | 10.  | Giouchtas       | 21 | 10 | 3 | 1 | 6 | 8  | 15 | -7 |
|  | 11.  | Panathīnaïkos B | 20 | 10 | 2 | 3 | 5 | 6  | 11 | -5 |

Legenda:
      Retrocesse in Gamma Ethniki 2024-2025
Regolamento:
Tre punti a vittoria, uno a pareggio, zero a sconfitta.